# 광주 김씨
광주 김씨(廣州 金氏)는 경기도 광주(廣州)를 관향으로 하는 성씨이다.

## 역사
시조 김녹광(金祿光)은 고려 고종 23년(1236년) 원나라 몽고군이 침입해 왔을 때 상장군으로 출정하여 이를 격퇴시키는데 공적을 세워 광주군(廣州君)에 책봉되고 광주를 식읍으로 하사 받았다고 한다. 《조선씨족통보》에는 관향은 있으나 시조가 상고되지 않는 성씨라 하였다.
아들 김굉(金閎)은 감찰어사를 지내고, 손자 김훤(金晅)은 당대의 명신으로 명성을 떨쳐 명문의 지위를 굳혔다. 후손 김태허(金太虛)는 임진왜란 때의 명장으로 가문을 크게 일으켰다.

## 인물

### 고려
- 김굉(金閎): 김녹광의 아들, 강종 2년(1213) 문과 급제, 충혜왕 때 관직을 그만 두고 나주에 옮겨 살면서 전민을 탈취하여 부호가 됨, 공민왕 때 왜구를 격퇴하여 전라도추포부사, 전라양광도방어사, 판종부시사, 전라도연해순방겸조전사 역임, 홍건적을 물리친 공으로 경성수복1등 공신에 봉해지고, 전라도도순어사, 동지밀직, 전라도순문사를 역임
- 김훤(金晅. 1234~1305): 비서랑 김굉의 아들, 원종 원년(1260) 문과 급제, 금주(지금의 김해) 방어사, 충렬왕때 전라도부부사, 밀직학사, 충선왕 때 정당문학, 보문각대학사, 찬성사를 역임
- 김남물(金南物): 초명 김서경(金瑞卿), 찬성사 김훤의 아들, 문과 급제, 안동부사
- 김개물(金開物): 초명 김서정(金瑞廷), 찬성사 김훤의 아들로 그의 음덕을 입어 충선왕때 감찰사, 전부시승, 충숙왕때 사헌지평, 시･글씨･그림에 능함
- 김섬(金銛): 김개물의 아들, 문과 급제, 전교시교감, 합문 지후

### 조선
- 김차문(金次文): 문과 급제, 공조참의
- 김차무(金次武): 승정원 좌승지 경연참찬관, 통정대부 추중
- 김경보(金敬寶): 문과 급제, 상주목사
- 김려(金礪): 문과 급, 장례원 판결사, 임진왜란 공을 세워 동지의금부사 증직
- 김희증(金希曾): 좌찬성, 영의정 추증
- 김대근(金大根): 강릉부사
- 김태허(金太虛): 좌찬성 김희증의 아들, 경상좌도병마절도사 겸 울산도호부사를 지낸 무신, 1580년(선조 13) 무과에 급제, 임진왜란 때 밀양부사로 분전, 울산군수로 전임되어 울산성 전투에서 도원수 권율(權慄)을 도와 큰 전공을 세워 당상관에 오름, 1605년(선조 38) 선무원종공신 1등에 책록됨, 경상좌도병마절도사·오위도총부도총관·호위대장을 역임, 지중추부사에 오름, 시호는 양무(襄武)
- 김수겸(金水兼): 양무공 김태허 아들, 임진왜란 2등공신, 안동영장, 중추부사
- 김기(金琦): 참의 김차문 증손, 판관, 임진왜란 의병, 동래성 전투에서 순절, 어모장군･훈련원정에 추증
- 김태을(金太乙): 양무공 김태허 사촌, 유학자
- 김상휴(金相休): 조선 후기 판의금부사, 예문관제학·이조판서 등을 역임한 문신

### 근·현대
- 김진성(金振聲): 항일투사
- 김석창(金錫昌): 항일투사
- 김상윤(金相潤) : 일제 강점기 조선 시대 독립운동가.

## 같이 보기
- 의성 김씨
- 고령 김씨
- 개성 김씨
- 설성 김씨